# Rhythm on the River
Rhythm on the River – amerykański film muzyczny z 1940 roku w reżyserii Victora Schertzingera.

## Fabuła
Popularny twórca piosenek Oliver Courtney (Basil Rathbone) wynajmuje Boba (Bing Crosby) oraz Cherry (Mary Martin), którzy piszą dla niego teksty piosenek oraz komponują muzykę. Wkrótce para zakochuje się w sobie i postanawia tworzyć pod własnymi nazwiskami. Nie jest to jednak takie proste, gdyż każdy wydawca i krytyk oskarża ich o kopiowanie piosenek i stylu Courtneya.

## Obsada
- Bing Crosby jako Bob Sommers
- Mary Martin jako Cherry Lane
- Basil Rathbone jako Oliver Courtney
- Oscar Levant jako Billy Starbuck
- Oscar Shaw jako Charlie Goodrich
- Charley Grapewin jako wujek Caleb
- Lillian Cornell jako Millie Starling
- William Frawley jako pan Westlake
- John Scott Trotte w roli samego siebie
- Phyllis Kennedy jako Patsy Flick

i inni